# Разгледница
Разгледница је илустрована дописна карта. То je слика (фотографијa, цртеж и слично) штампанa на картону, намењена слању поштом, без коверта. Најчешће је формата 14 х 9 cm (4 x 6 инча). На њеној полеђини стоји рубрика за адресу примаоца и простор за саопштење.

## Историја
За разлику од дописница, које издаје само пошта, разгледнице су од почетка биле резултат приватне иницијативе. Прве разгледнице се разликују од данашњих по томе што је њихова полеђина била искључиво предвиђена за адресу. Адреса је обично стајала у њеном доњем левом углу. Предња страна, делом је садржала слику и одштампани натпис, а мањи део је био предвиђен за писана саопштења или само потпис пошиљаоца. Временом је то промењено, па је слика заузела читаву предњу страну, што је затим условило промену изгледа полеђине, која је подељена на простор за саопштење и простор за адресу примаоца.
Постоји могућност да је прву илустровану дописницу, односно разгледницу, у бакрорезу, издало у Бечу 1870. године уредништво часописа „Змај“, на предлог Петра Манојловића војног картографа, аустроугарског лајтанта (поручника). Сматра се да је сам Јоца Марјановић, члан редакције „Змај“, илустровао разгледнице и слао их пријатељима. Међутим, од тих разгледница је очувана само једна фотокопија. Петар Манојловић, је 19. маја 1871. из редакције листа „Змај” у Бечу послао свом стрицу, адвокату Деметру Манојловићу у Сомбор, прву штампану разгледницу, у формату дописнице, на картону, издату у Бечу 1870. у техници бакрореза, по типографији Р. Фон Валдхајма. Илустрација, која покрива читаву предњу страну се састоји од змаја раширених крила, који бљује ватру из ноздрва и ушију, а муње из чељусти. У канџама змај држи траку која је заправо простор за исписивање адресе примаоца. Испод се налазе ведуте, лево Цариграда, десно Москве a на средини море, на коме су једрењаци, лађе и пароброд точкаш с натписом „Србија”. На обалама стоје људи, погледа упртих у пароброд. Претпоставља се да је аутор желео да цртежом изрази тада популарну идеју панславизма. Разгледница је стигавши на своје одредиште, не само изненадила, већ и уплашила примаоца, тако да је он, помисливши да се ради о политичкој поруци, одбио да је прими и у доњем делу полеђине дописао: „Ја с змајом никаква посла нећу да имам - не прима се!”, због чега је разгледница враћена у Беч. Ову разгледницу је готово сто година касније, пронашао филателиста и атестатор Мирко Вернер из Новог Сада, који је након вишегодишње расправе са светским стручњацима успео да за њу избори примат прве поштанске разгледнице. Након аукције у Паризу, припала је једном колекционару из Белгије.
Према неким ауторима појава прве разгледнице, на којој је био представљен Ајфелов торањ, се везује за Париску изложбу 1889. Могле су да се пошаљу са врха ове грађевине, што је била права атракција.
Други, међутим сматрају да су прве модерне разгледнице настале у Француско-пруском рату 1870. године.
Крајем седамдесетих и почетком осамдесетих година 19. века разгледнице су постале фотографски хит. Веома су значајне фотографије градова и предела, које су се појавила као прве илустроване дописнице. Многи градови немају старији запис од таквих разгледница.
Разгледнице су умножаване у високој, равној и дубокој лајтантштампи, а по штампарским техникамама у литографији, хромолитографији, аутотипији, светлоштампи. Најдоминантнија техника је била техника светлоштампе (лихтдрук, колотипија). Разгледнице су израђиване једнобојне (црнобеле или тониране зелено, плаво, браон) и у колору. Постоје и разгледнице умножене фотографским поступком, што је пред Други светски рат постала веома доминантна техника умножавања разгледница.
Осим стандардне правоугаоне форме, разгледнице су штампане и спојене, са две до четири у низу, с јединственим мотивом, најчешће пејзажом, или су биле попут хармонике, састављене од више различито осликаних делова. Било је и повезаних у блокове или сложених попут мапе са насловом на омот, као мала књига.
Усавршена репродукцијска техника и развој фотографије, допринели су да се у 20. веку развије индустријска производња разгледница. Крајем 20. века у свету се слало преко 4.000.000 резгладница дневно.

## Србија
Прву серију разгледница у Србији је 1895. године објавила Књижара Велимира Валожића из Београда. Штампане су у Минхену, техником хромолитографије. Серија се састојала од три мотива: „Поглед на Калемегдан са Саве” (панорама Београда), „Позориште” (Народно позориште са Спомеником кнезу Михаилу) и „Нови двор” (данас Стари двор). На једнима је писало „Поздрав из Београда”, а на другима „Желимио срећну Нову годину Књижара Велимира Валожића”. Наредне године је изашла серија са сликама 16 градова Србије: Београд, Ниш, Крагујевац, Неготин, Пирот, Смедерево, Ћуприја, Шабац, Пожаревац, Књажевац... Аутор ових првих серија разгледница је био Владислав Тителбах, а аутор фотографија, према којима су рагледнице рађене, дворски фотограф Милан Јовановић. Ове серије разгледница представљају праву реткост, посебно су вредне оне разгледнице које су путовала са исправном поштанском марком и јасно отиснутим жигом поште. Најстарија сачувана разгледница с мотивима из Београда је послата крајем 1885. године, књижару А. Петровићу у Чачак, као честитка за 1896. годину.
Пошто су разгледнице издавала приватна лица, министра народне привреде, начелник пошта Теодор Стефановић Виловски је 16. маја 1897. издао Распис свим поштанским и поштанско – телеграфским станицама, по којем је приватним лицима дозвољена израда дописних карата, по прописима, којима су одређени квалитет, дебљина хартије, димензије (9 x 14 cm), изглед, начин плаћање и продаје разгледница. Правилником је одређена само адресна страна разгледница, док је „обратна” страна предвиђена за саопштења, препуштена слободном избору издавача, уз извесна цензорска ограничења, наиме, биле су забрањене слике или саопштења демостративног политичког карактера или наношење било каквих увреда. Распис је ступи на снагу 1. јуна 1897. На предњој страни, уз визуелне мотиве налазио се простор за саопштења. Све до 1905. визуелне представе нису заузимеле више од две трећине простора. Временом се с визуелним мотивима увећавала, тако да је на крају заузела целу предњу страну.
Савремени изглед разгленица у Србији је званично уведен када је на основу Наредбе министра грађевина, објављивањем Расписа од 2. марта 1906, који је начелник пошта М. П. Јовановић послао свим поштанско-телеграфским станицама. Данас је на основу изгледа полеђине могуће датирати неку разгледницу, уколико друге одреднице нису познате.

## Значај разгледница
Разгледнице се штампају, у серијама, помоћу различитих техника штампе или фотографије и дистрибуирају путем савремених система комуникације. Припадају групи масовних медија у којој је визуелни ниво комуникације од почетка био подједнако битан као и текстуални.
Разгледнице са пажљиво одабираним мотивима и данас представљају изузетну вредну документарну грађу  Старе разгледнице могу послужити као историјски извор за проучавање прошлости, како због свог ликовног материјала, који сведочи о времену у коме су настале, тако због података које носе на полеђини, који такође могу бити предмет различитих проучавања. Неке тема за проучавања могу бити:
- визуелне антропологије
- геоморфолошких промена
- масовне комуникације и њихова улога у пропаганди и масовној култури

## Проучавање и сакупљање разгледница
Поред основне употребе, од самог њеног појављивања, разгледница је колекционарски предмет. Уметничке репродукције, пејзажи, а нарочито слике градова као туристички сувенири постали су предмет колекционарства. Релативно млада дисциплина проучавања и музејске обраде разгледница, тек у новије време је добила назив делтиологија према грчкој речи „делтос”, која означава малу глинену плочицу за писање. Делтиологија је и област колекционарства, која се бави сакупљањем старих разгледница. У Сједињеним Америчким Државама, то је трећи хоби по броју колекционара после нумизматике и филателије.
Занимљива је и скорија појава „посткросинга“. Овај пројекат је покренут 2005. године, са идејом да се повежу људи слањем и примањем разгледница. До 2008. достигнут први милион размењених разгледница.

## Теме
Разгледнице се могу разврстати по темама, као што су:
- топографске, на којима су пејзажи и градови
- јавна здања, седишта најзначајнијих националних институција – управних, образовних, културних, привредних, финансијских, верских, војних[15]
- јавне свечаности
- значајни историјски догађаји
- ратне сцене
- портрети
- рекламе
- репродукције уметничких дела